# Jakob Gühring
Jakob Gühring (* 7. Juni 1998 in Esslingen) ist ein deutscher Theater- und Filmschauspieler.

## Leben und Karriere
Jakob Gühring wurde 1998 in Esslingen geboren und studierte von 2019 bis 2024 an der Hochschule für Schauspielkunst "Ernst Busch" Berlin Schauspiel. Im August 2022 war er als Sprecher in dem SWR-Hörspiel "Streife" unter der Regie von Niki Stein zu hören.
2022 während des Schauspielstudiums erhielt er den O.E.-Hasse-Preis der Akademie der Künste und im darauffolgenden Jahr beim Bundeswettbewerb Gesang, den dritten Hauptpreis in der Kategorie Chanson.
Jakob Gühring wohnt in Berlin und arbeitet für Film und Fernsehen, Theater, Rundfunk und als Musiker.

## Theaterengagements (Auswahl)
- 2023: "Wunschmaschine" von Arkadi und Boris Strugazki, Regie: Maxim Didenko, Hochschule für Schauspielkunst Ernst Busch
- 2024: "Wüste" von Sam Max, Regie: Sam Max, Deutsches Theater Berlin[4]
- 2024: "Als ich fortging", Regie: Maik Priebe, Theater und Orchester Neubrandenburg/Neustrelitz
- 2025: "Opernball - Walzer, Wein und Wohlstandsbauch" von Stefanie Sargnagel, Regie: Christina Tscharyiski, Rabenhof Theater Wien

## Filmografie (Auswahl)
- 2022: Gute Freunde
- 2024: Erzgebirgskrimi
- 2024: Käthe und Ich

## Hörspiele (Auswahl)
- 2022: Niki Stein, Tatiana Nekrasov: Streife, SWR, Regie: Niki Stein
- 2023: Lew Nikolajewitsch Tolstoi: Wieviel Erde braucht der Mensch?, Deutschlandfunk, Regie: Max Radestock
- 2023: Der tierisch weite Weg des Charles Eismann, RBB/Ohrenbär
- 2023: Nathalie Rosenbaum: Dein Lied wird noch die Welt vergnügen, Deutschlandradio, Regie: Nathalie Rosenbaum

## Auszeichnungen
- 2022: O.E.-Hasse-Preis der Akademie der Künste Berlin.

- 2023: Bundeswettbewerb Gesang, Dritter Hauptpreis, Kategorie Chanson